# Heartbreaker (Motörhead)
Heartbreaker è un singolo del gruppo musicale britannico Motörhead, il primo estratto dal ventunesimo album in studio Aftershock e pubblicato il 18 settembre 2013.
Il 18 ottobre 2013 è stato pubblicato il videoclip.

## Tracce
1. Heartbreaker – 3:05

## Formazione
- Lemmy Kilmister – voce, basso
- Phil Campbell – chitarra
- Mikkey Dee – batteria